# Ameiva cineracea
Ameiva cineracea, Guadeloupe ameiva, är en ödleart som beskrevs av  Barbour och NOBLE 1915. Ameiva cineracea ingår i släktet Ameiva och familjen tejuödlor. IUCN kategoriserar arten globalt som utdöd. Inga underarter finns listade i Catalogue of Life. Den är känd från exemplar samlade av tidiga europeiska upptäcktsresande. Fossilfynd påvisar att arten har funnits på La Désirade, Marie-Galante och Îles des Saintes på Guadeloupe, men i modern tid på Grand Îlet, i Petit-Bourg. Dess utrotande skedde troligtvis när området blev förstört av en orkan 1928.